# Gerhard Ritter (Politikwissenschaftler)
Gerhard Friedrich Ritter (* 23. November 1915 in Mohrungen, Ostpreußen; † 3. Juni 2013 in Gerbrunn) war ein deutscher Politikwissenschaftler. Er war Professor an der Julius-Maximilians-Universität Würzburg.

## Leben
Ritter entstammte einem liberal-konservativen Elternhaus. Er war Mitglied in der Bündischen Jugend und absolvierte nach dem Abitur zunächst eine Ausbildung in der Landwirtschaft. Es folgte der Reichsarbeitsdienst und der Wehrdienst in der Wehrmacht. Als Offizier diente er im Zweiten Weltkrieg.
Von 1945 bis 1950 studierte er Germanistik (bei Hermann August Korff und Theodor Frings) und Russisch an der Universität Leipzig und Geschichte (bei Ernst Hohl und Heinrich Sproemberg) und Slawistik (bei Edmund Schneeweis) an der Universität Rostock. Er legte das Staatsexamen für das Höhere Lehramt ab und ging 1952 nach Westberlin. Von 1952 bis 1956 studierte er Politikwissenschaften (bei Ernst Fraenkel) an der Deutschen Hochschule für Politik. Nach Examen und Diplom wechselte er für ein Graduiertenstudium an das Osteuropa-Institut in Berlin. Im Anschluss war er wissenschaftlicher Mitarbeiter bei Hans-Joachim Lieber. 1965 wurde er an der Philosophischen Fakultät der Freien Universität Berlin mit der Dissertation Das Kommunemodell und die Begründung der Roten Armee im Jahre 1918 zum Dr. phil. promoviert.
Sodann wurde er am Lehrstuhl von Friedrich August von der Heydte an der Julius-Maximilians-Universität Würzburg angestellt. 1971 habilitierte er sich an der Juristischen Fakultät mit der Arbeit Das russische Institut der Kommissare in der Kerenskij-Ara Mai-November 1917. Er wurde 1971 Universitätsdozent, 1974 Abteilungsvorsteher und 1978 Professor für Politikwissenschaft an der Julius-Maximilians-Universität Würzburg. 1981 wurde er emeritiert. Zu seinen akademischen Schülern gehörten u. a. Karl-Heinz Frieser und Gottfried Freiherr von der Heydte.

## Schriften (Auswahl)
- Das Kommunemodell und die Begründung der Roten Armee im Jahre 1918 (= Philosophische und soziologische Veröffentlichungen, Bd. 6). Harrassowitz, Wiesbaden 1965, ISBN 3-447-00674-9.
- Bemerkungen zur Staatsstreich-Definition Edward Luttwaks in seinem Werk "Coup d'Etat". In: Hans Hablitzl (Hrsg.): Recht und Staat. Festschrift für Günther Küchenhoff zum 65. Geburtstag am 21.8.1972, Bd. 2. Duncker & Humblot, Berlin 1972, S. 947–961.
- Das Einheitskommando (Edinonacalie) der bewaffneten Streitkräfte der Sowjetunion und seine Ursprünge. In: Heinrich Kipp (Hrsg.): Um Recht und Freiheit. Festschrift für Friedrich August von der Heydte zur Vollendung des 70. Lebensjahres, Bd. 2. Duncker & Humblot, Berlin 1977, S. 1401–1423.
- Das Hambacher Fest von 1832 aus der Sicht der Parteien der beiden deutschen Staaten anläßlich seiner 150jährigen Wiederkehr. In: Gottfried Zieger (Hrsg.): Recht, Wirtschaft, Politik im geteilten Deutschland. Festschrift für Siegfried Mampel zum 70. Geburtstag am 13. September 1983. Heymann, Köln 1983, S. 23–44, ISBN 3-452-19462-0.

- (Hrsg.): Angst als Mittel der Politik in der Ost-West-Auseinandersetzung (= Schriftenreihe der Gesellschaft für Deutschlandforschung. Bd. 17). Duncker und Humblot, Berlin 1986, ISBN 3-428-06138-1.
- Girondistische Strömungen in der Russischen Revolution 1917. In: Ellen Schlüchter (Hrsg.): Recht und Kriminalität. Festschrift für Friedrich-Wilhelm Krause zum 70. Geburtstag. Heymann, Köln 1990, S. 207–227, ISBN 3-452-21890-2.